# National Archives and Records Administration
Het United States National Archives and Records Administration (NARA) of de National Archives is een onafhankelijk agentschap van de federale regering van de Verenigde Staten. Het NARA houdt zich bezig met het bewaren en archiveren van gouvernementele en historische documenten en opnames. Het is ook NARA's taak de publieke toegang tot deze gegevens groter te maken. Authentieke kopieën van de wetten van het Amerikaans Congres, presidentiële proclamaties, richtlijnen van de uitvoerende macht en andere federale regels behoren ook tot de verantwoordelijkheid van het agentschap.

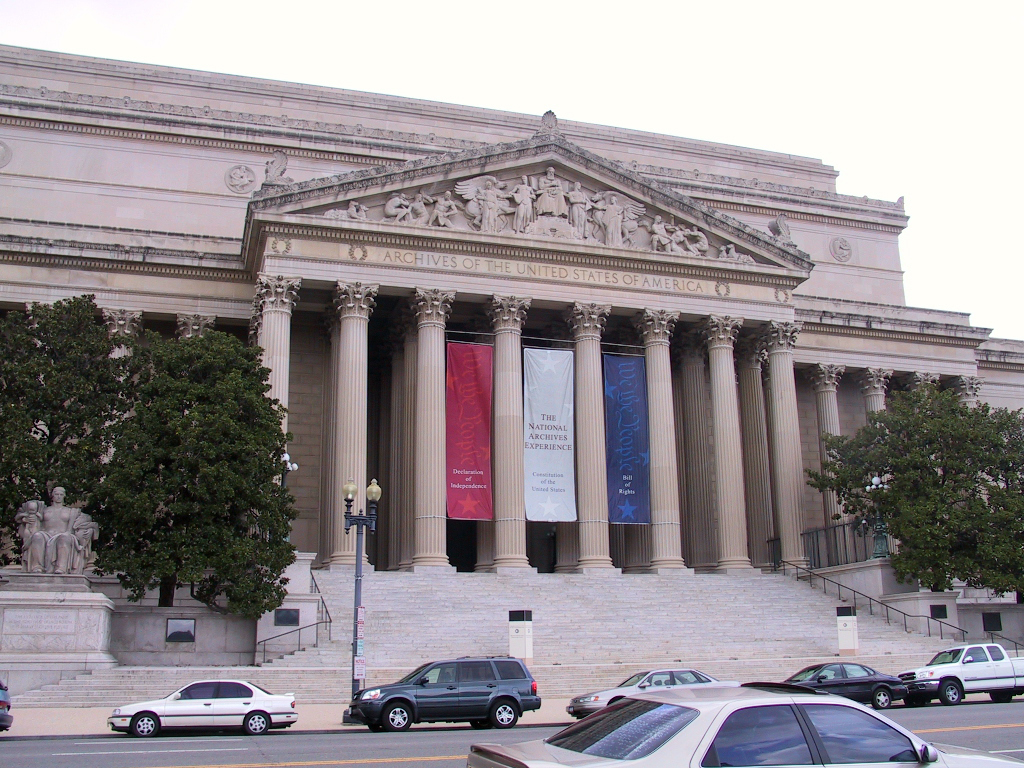
Het National Archives-gebouw in Washington D.C.

De Bill of Rights, te Washington D.C.

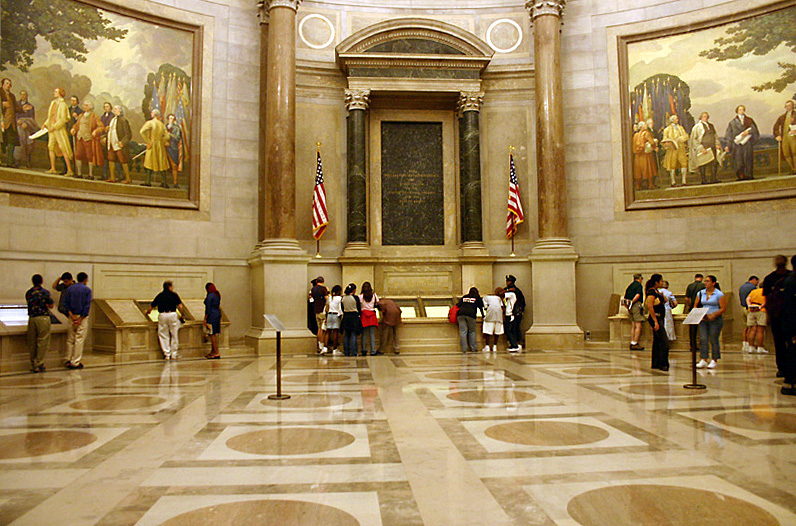
Rotunda for the Charters of Freedom met de belangrijkste documenten van de archieven

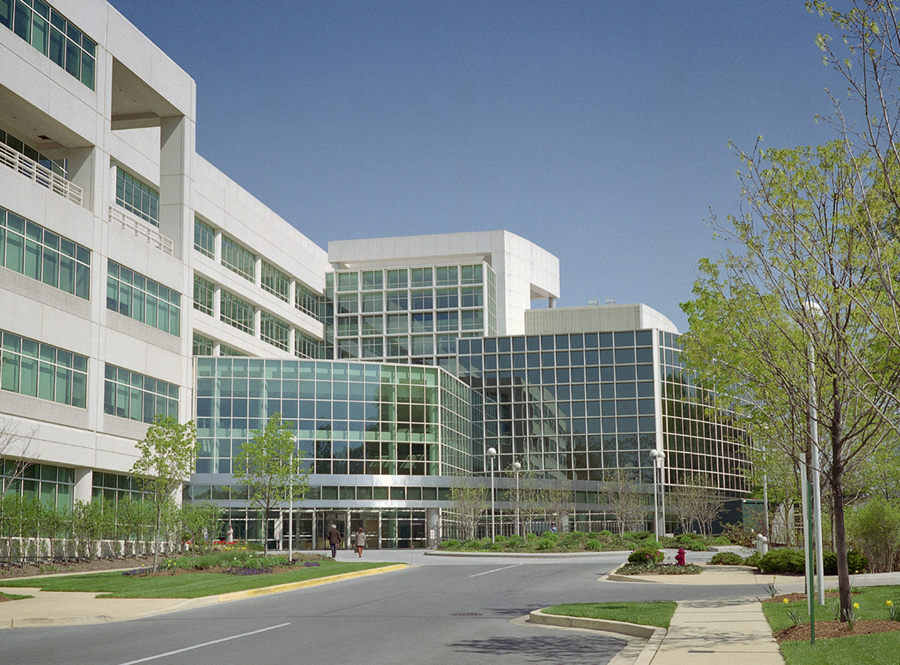
Het NARA op de campus van de Universiteit van Maryland, College Park

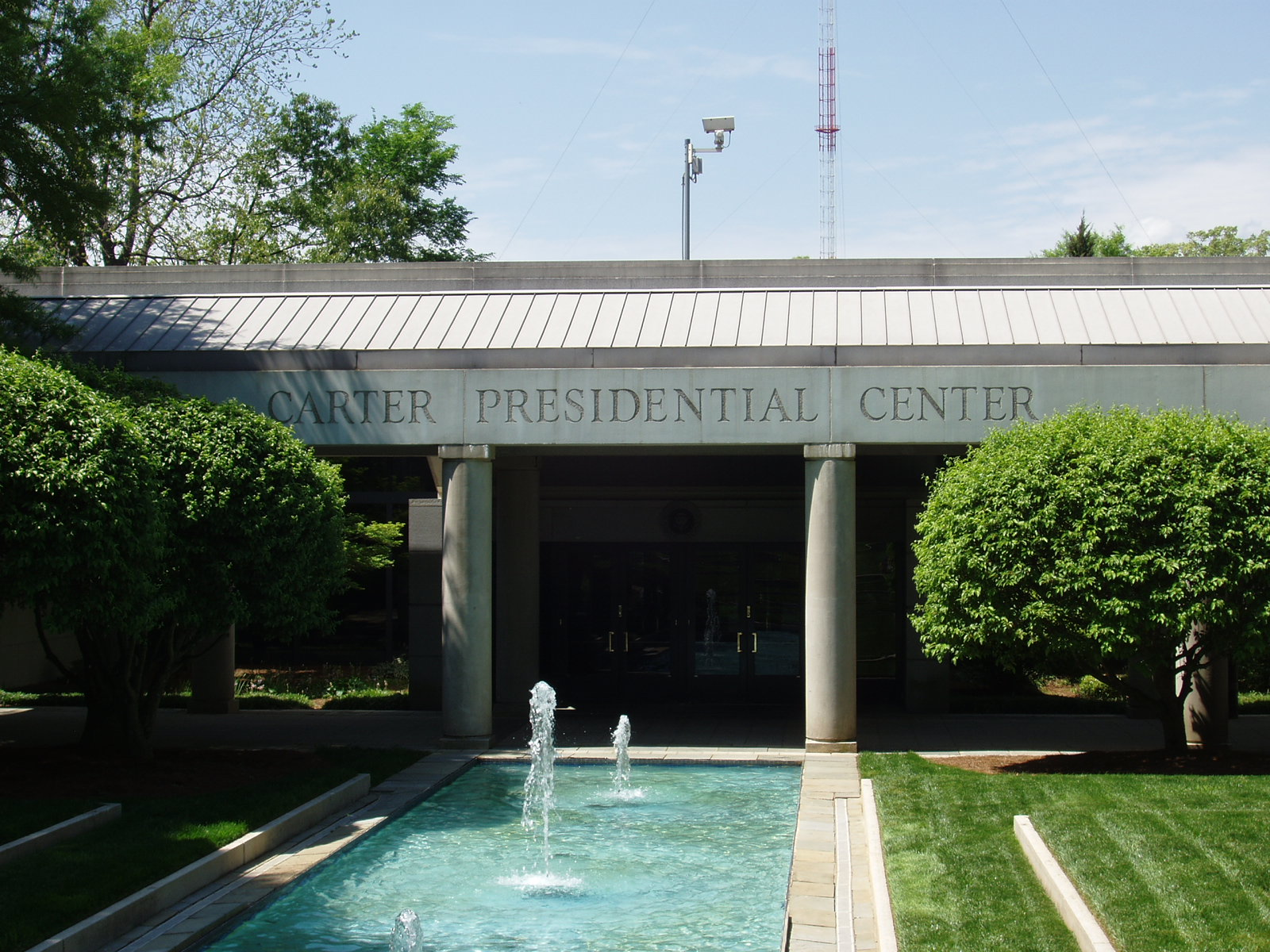
Jimmy Carter Presidential Library

## Geschiedenis
Oorspronkelijk werd elke tak van de Amerikaanse regering verantwoordelijk gesteld voor het bewaren van eigen documenten, wat meermaals resulteerde in het verliezen of vernielen van deze documenten. Het Amerikaans Congres richtte in 1934 de National Archives Establishment op om de bewaring van de federale documenten te centraliseren. De Archivaris van de Verenigde Staten werd aangesteld als hoofd van de nieuwe instelling. In 1949 werd de instelling bij de General Services Administration gevoegd, en in 1985 werd de instelling opnieuw onafhankelijk onder de naam National Archives and Records Administration.
Op 24 februari 2006 kondigde het NARA een samenwerkingsverband met Google aan om videomateriaal uit de archieven te digitaliseren en publiceren op het internet Op 10 januari 2007 startten de National Archives en Footnote een project om historische documenten te digitaliseren en online beschikbaar te maken.
Eind juli 2007 kondigden de Nationale Archieven aan dat ze duizenden historische films te koop zouden aanbieden op de dochtersite van Amazon.com, CreatSpace, gespecialiseerd in de distributie van dvd's, cd's en boeken.

## Documenten
De meeste documenten bevinden zich in het publiek domein, aangezien alle geschriften en opnames van de federale regering vrijgesteld zijn van copyright. Toch zijn er ook documenten in het bezit van het NARA die wel beschermd kunnen zijn.
De documenten worden ingedeeld in groepen (record groups) naar ministerie of overheidsinstelling van origine. In de archieven bevinden zich geschreven bronnen, microfilms, foto's, film en digitale media. Er worden frequent bronnen aangevraagd voor genealogische doeleinden, zoals volkstellingen, passagierslijsten en naturalisatiegegevens.

## Archieven en bibliotheken

### Het National Archives-gebouw
Het National Archives-gebouw (Engels: National Archives Building), informeel bekend onder de naam Archives I, bevindt zich aan de noordzijde van de National Mall aan Constitution Avenue in Washington D.C.. Het gebouw opende in 1935 als het eerste hoofdkwartier van de National Archives. Belangrijke documenten aanwezig: de Amerikaanse Onafhankelijkheidsverklaring, de Grondwet van de Verenigde Staten en de Bill of Rights. Tot september 2007 verbleef de Magna Carta hier ook, alhoewel geen eigendom van de archieven.
Deze documenten worden voor het publiek tentoongesteld in de hoofdruimte van het gebouw: de Rotunda for the Charters of Freedom. Het gebruik van de flitser bij het nemen van foto's is er verboden, omdat de flitsen de documenten kunnen doen vervagen. Er moet aangeschoven worden om in de hal binnen te mogen, maar eenmaal binnen kunnen de bezoekers zich vrij van document naar document bewegen.
Andere belangrijke documenten in het National Archives Building zijn: de Louisiana Purchase, de Emancipation Proclamation, fotocollecties en andere overblijfsels uit de Amerikaanse geschiedenis.

### National Archives in College Park
In 1994 werd het NARA genoodzaakt een tweede archief te openen vanwege plaatsgebrek. Op de Universiteit van Maryland, de campus in College Park, Maryland, werd Archives II geopend. De twee archieven werken wel vaak samen voor allerlei projecten.

### Afdelingen
Er zijn nog eens tien 'Affiliated Archives' op verscheidene locaties in de Verenigde Staten, die formeel gezien een samenwerking met het NARA onderhouden. Ook zijn er veertien 'Regional Archives' in de VS, waaronder twee grote afdelingen in St. Louis, Missouri, die het National Personnel Records Center omvatten.

### Presidentiële bibliotheken
Het NARA omvat en onderhoudt ook de presidentiële bibliotheken, een netwerk van bibliotheken die documenten bewaren en beschikbaar stellen voor het publiek. De bibliotheken zijn naar Amerikaanse presidenten genoemd en zijn gekoppeld aan musea waar materiaal over de president en de tijd waarin hij regeerde zijn te bekijken.
- Herbert Hoover Presidential Library and Museum in West Branch (Iowa)
- Franklin D. Roosevelt Presidential Library and Museum in Hyde Park (New York)
- Harry S. Truman Presidential Library and Museum in Independence (Missouri)
- Dwight D. Eisenhower Presidential Library, Museum and Boyhood Home in Abilene (Kansas)
- John F. Kennedy Presidential Library and Museum in Boston (Massachusetts)
- Lyndon Baines Johnson Library and Museum in Austin (Texas)
- Richard Nixon Presidential Library and Museum in Yorba Linda (Californië)
- Gerald R. Ford Presidential Library in Ann Arbor (Michigan)
- Gerald R. Ford Presidential Museum in Grand Rapids (Michigan)
- Jimmy Carter Library and Museum in Atlanta (Georgia)
- Ronald Reagan Presidential Library in Simi Valley (Californië)
- George Bush Presidential Library & Museum in College Station (Texas)
- William J. Clinton Presidential Center and Park in Little Rock (Arkansas)
- George W. Bush Presidential Center in Dallas (Texas)

## Archivaris van de Verenigde Staten
De Archivaris van de Verenigde Staten staat aan het hoofd van de National Archives and Records Administration. De eerste archivaris was R.D.W. Connor. Hij begon in 1934 bij de oprichting van de National Archives. Tot de oprichting van het onafhankelijke agentschap NARA in 1985, stond de archivaris steeds onder het bestuur van andere agentschappen en overheidsorganisaties.